# Heinrich Feldmann (Politiker)
Heinrich Feldmann (* 29. Januar 1847 in Wartjenstedt; † 25. April 1928 ebenda) war ein deutscher Landwirt, Politiker und Mitglied des Deutschen Reichstags.

## Leben
Feldmann besuchte die Volksschule in Wartjenstedt, die Privatschule daselbst und die Landwirtschaftsschule in Hildesheim. Danach musste er den väterlichen Hof verwalten, da sein Vater früh verstarb. Er war in der Gemeinde Beigeordneter, Schiedsmann, Waisenrat und Vorsitzender des landwirtschaftlichen Kreisvereins Wohldenberg. Vom 1. Oktober 1867 bis 1. Oktober 1868 hat er als Einjähriger beim 3. Garde-Regiment zu Fuß gedient und wurde Gefreiter. Den Deutsch-Französischen Krieg 1870/71 hat er bei dem 79. Regiment mitgemacht. Er wurde ausgezeichnet mit dem Eisernen Kreuz II. Klasse, der Kriegsdenkmünze für 1870/71 mit 7 Spangen und der Kaiser-Wilhelm-Denkmünze.
Von 1903 bis 1908 war er Mitglied des Preußischen Abgeordnetenhauses und von 1907 bis 1912 war er Mitglied des Deutschen Reichstags für den Wahlkreis Provinz Hannover 10 Hildesheim, Marienburg, Alfeld (Leine), Gronau und die Deutschkonservative Partei.